# Fijne golfbandmot
De fijne golfbandmot (Sitochroa verticalis) is een nachtvlinder uit de familie Crambidae (grasmotten). De spanwijdte van de vlinder bedraagt tussen de 30 en 34 millimeter. De soort komt verspreid over Europa voor. De soort overwintert als rups.

## Waardplanten
De fijne golfbandmot heeft veel kruidachtige planten, zoals melde, zuring, gamander, akkerdistel, zandkool, brem, brandnetel, maarts viooltje en knoopkruid als waardplanten.

## Voorkomen in Nederland en België
De fijne golfbandmot is in Nederland en in België een niet zo algemene soort. Het is bekend dat deze vlinder migreert. De soort is in de periode mei-augustus waargenomen.